# Россинская, Елена Рафаиловна
Еле́на Рафаи́ловна Росси́нская (род. 20 июня 1949, Москва) — советский и российский учёный-юрист, специалист в области криминалистики и судебной экспертизы, заведующая Кафедрой судебных экспертиз и научный руководитель Института судебных экспертиз Московского государственного юридического университета имени О. Е. Кутафина (МГЮА), с 2005 по 2021 год директор Института судебных экспертиз Московского государственного юридического университета имени О. Е. Кутафина (МГЮА), доктор юридических наук (1993), профессор (1995), заслуженный деятель науки Российской Федерации.
Основная область научных исследований — проблемы судебной экспертизы, преимущественно методы экспертного исследования.

## Биография
В 1972 году окончила Московский институт тонкой химической технологии имени М. В. Ломоносова. С 1972 по 1979 год занималась проблемами рентгеноструктурного анализа и разработала ряд методик рентгеновского исследования металлов и сплавов, тонких оксидных плёнок.
С 1979 года — на практической и научной работе в экспертно-криминалистических подразделениях органов внутренних дел, где занималась научными исследованиями в области судебной экспертизы веществ и материалов и пожарно-технической экспертизы, разработкой методик рентгеноанализа объектов судебных экспертиз. В 1988 году защитила кандидатскую диссертацию на тему «Комплексные криминалистические экспертизы с применением рентгеновских методов исследования материалов, веществ и изделий» (руководитель — профессор В. А. Снетков).
В 1989−2001 годах — доцент и профессор кафедры криминалистики Московского юридического института МВД России. В 1993 году защитила докторскую диссертацию «Концептуальные основы теории неразрушающих методов исследования вещественных доказательств», в 1995 году присвоено учёное звание профессора.
С 2001 года — профессор кафедры криминалистики Московской государственной юридической академии, одновременно — научный руководитель направления по подготовке экспертов судебных инженерно-технических экспертиз (пожарно-технической, дорожно-транспортной, взрывотехнической, компьютерно-технической) в МГТУ им. Н. Э. Баумана.
С 2005 по 2021 год — директор Института судебных экспертиз Московской государственной юридической академии имени О. Е. Кутафина (МГЮА), одновременно заведует кафедрой судебных экспертиз МГЮА. В настоящее время является заведующей Кафедрой судебных экспертиз и научный руководитель Института судебных экспертиз Московского государственного юридического университета имени О. Е. Кутафина (МГЮА).
Сферу научных интересов Е. Р. Россинской составляют теоретические и прикладные проблемы криминалистики и судебной экспертизы. Она автор более 300 научных и учебно-методических работ (монографий, комментариев к законам, учебников, пособий, методических рекомендаций, статей, авторских свидетельств на изобретения).
Профессор Е. Р. Россинская — действительный член Международной ассоциации по идентификации (IAI USA), почётный работник высшего профессионального образования Российской Федерации, полковник милиции в отставке, член Международной полицейской ассоциации (IPA), действительный член РАЕН по отделению «Точные методы в гуманитарных науках» (2003 год). Она также состоит в Учёном и диссертационном советах МГЮА, Учёном совете Российского федерального центра судебной экспертизы, в президиуме Учебно-методического объединения «Судебная экспертиза» Министерства образования Российской Федерации и возглавляет секцию «Судебные инженерно-технические экспертизы» этого объединения. Член межведомственного научно-методического совета по пожарно-технической экспертизе и ряда других советов.

### Семья
Отец — известный учёный-криминалист, профессор Рафаил Самуилович Белкин (1922—2001), мать — инженер-металлург Генриета Лазаревна Белкина (1922—2014). Брат — юрист, специалист в области криминалистики и уголовно-процессуального права, профессор Анатолий Рафаилович Белкин.
Замужем, двое детей. Муж — Борис Вульфович Россинский (род. 1946), доктор юридических наук, профессор, заслуженный юрист Российской Федерации, специалист в области административного права и государственного управления, проректор и заведующий кафедрой административного права Российской правовой академии.

## Основные работы
- Оптимизация формы и содержания заключения эксперта на основе базового программного модуля «АТЭКС». (М., 1990)
- Рентгеноструктурный анализ в криминалистике и судебной экспертизе (Киев, 1992)
- Концептуальные основы теории неразрушающих методов исследования вещественных доказательств (М., 1993)
- Судебная экспертиза в уголовном, гражданском и арбитражном процессе (М., 1996)
- Судебная компьютерно-техническая экспертиза (совместно с А. И. Усовым; М., 2001)
- Комментарий к Федеральному закону «О государственной судебно-экспертной деятельности в Российской Федерации» (М., 2002)
- Судебная экспертиза в гражданском, арбитражном, административном и уголовном процессе. Издание 1, 2 (2005, 2008)
- Судебно-бухгалтерская экспертиза. Учебное пособие / Под ред. Е. Р. Россинской и Н. Д. Эриашвили. Изд. 1, 2 (2006, 2009)
- Криминалистика. Курс лекций (М., 2003, 2006)
- Теория судебной экспертизы. Учебник // Под ред. Е. Р. Россинской — первый учебник по теории судебной экспертизы (2009).

Более 10 учебников криминалистики написаны Е. Р. Россинской в соавторстве, в том числе под её редакцией вышел первый учебник криминалистики на казахском языке: Криминалистика негіздеі (Алматы: Мектеп, 2007.)
Целый ряд статей Е. Р. Россинской изданы за рубежом (Великобритания, Нидерланды, США, Литва, Украина, Казахстан).
Ею создана теория неразрушающих методов экспертного исследования и система методик исследования вещественных доказательств рентгеновскими методами; разработаны теоретические основы судебной компьютерно-технической экспертизы; исследованы проблемы оптимизации формы и содержания заключения эксперта с использованием современных информационных технологий; сформулированы основные направления использования специальных знаний в гражданском и арбитражном процессе, производстве по делам об административных правонарушениях; разработана концепция обучения судебных экспертов (инженерно-технических, экономических и речеведческих экспертиз) в рамках высшего профессионального образования и концепция преподавания основ современного естествознания в юридических вузах, основанная на необходимости применения естественнонаучных знаний в решении задач следственной, экспертной, судебной практики, других областей.